# Céline Cuignet
Pour les articles homonymes, voir Cuignet.
Céline Cuignet est une actrice française de cinéma et de télévision.  Elle a été remarquée dans la série télévisée Ainsi soient-ils dans le rôle de Sœur Antonietta.

## Filmographie

### Télévision
- 2020 : Section de recherches (série) : Charlène Barrier
- 2017 : La Sainte Famille[1] : Clémence de Waquin
- 2017 : Le Poids des mensonges : Hélène Ricœur
- 2017 : Les Petits Meurtres d'Agatha Christie, épisode 17.
- 2012-2015 : Ainsi soient-ils (3 saisons, série) :  Sœur Antonietta
- 2009 : La Tueuse de Rodolphe Tissot : Clo
- 2007 : Section de recherches (série) : Mélanie Tardieu
- 2003 : Par amour  d’Alain Tasma : Cathy
- 2002 : Autrement[2] de Christophe Otzenberger : Céline
- 2001 : Julie Lescaut (série) : Fabienne

### Cinéma
- 2010 : Une petite zone de turbulences d’Alfred Lot : Sophie
- 2007 : La Vérité ou presque de Sam Karmann : Mélanie
- 2006 : Itinéraires de Christophe Otzenberger : Sandrine Chougny
- 2003 : Manques de Malika Saci (court métrage)
- 2001 : Ma femme est une actrice  d’Yvan Attal : Lisette